# Csincse, Borsod-Abaúj-Zemplén
Csincse este un sat în districtul Mezőkövesd, județul Borsod-Abaúj-Zemplén, Ungaria, având o populație de 613 locuitori (2011). 

## Demografie
Componența etnică a satului Csincse
     Maghiari (100%)
Componența confesională a satului Csincse
     Romano-catolici (22,68%)
     Reformați (17,13%)
     Fără religie (11,09%)
     Greco-catolici (1,96%)
     Necunoscută (46,66%)
     Atei (0,49%)
Conform recensământului din 2011, satul Csincse avea 613 locuitori. Din punct de vedere etnic, majoritatea locuitorilor (100,0%) erau maghiari. Nu există o religie majoritară, locuitorii fiind romano-catolici (22,68%), reformați (17,13%), persoane fără religie (11,09%) și greco-catolici (1,96%). Pentru 46,66% din locuitori nu este cunoscută apartenența confesională.